# Comando settentrionale (Israele)
Il Comando settentrionale (in ebraico פִּקּוּד צָפוֹן, Pikud Tzafon, spesso abbreviato in Patzan) è un comando regionale delle Forze di difesa israeliane. Il comando, la cui sede principale è a Safed, è responsabile di tutte le unità dislocate tra il monte Hermon e Netanya. La missione del Comando settentrionale è quella di proteggere i confini settentrionali di Israele con la Siria e il Libano.

## Storia
Durante le guerre degli anni sessanta e settanta, il Comando settentrionale era responsabile delle campagne dirette contro la Siria sulle alture del Golan e al confine con il Libano. Negli anni settanta e ottanta dovette affrontare principalmente gli attacchi dell'Organizzazione per la Liberazione della Palestina (OLP), che fu spinta nel Libano meridionale dopo il Settembre nero. A partire dalla guerra del Libano del 1982, il Comando settentrionale dovette affrontare gli attacchi di Hezbollah, gruppo militante libanese fondato nel 1982 per combattere l'occupazione israeliana del Libano meridionale.
Nei primi anni novanta, poteva includere una divisione corazzata attiva completa e una brigata meccanizzata; da tre a quattro divisioni di riserva; da quattro a cinque brigate di riserva meccanizzate e di fanteria; e da quattro a cinque brigate di fanteria territoriali.
Nel 2000, il Comando settentrionale completò il ritiro dalla Zona di Sicurezza nel Libano meridionale e fu dislocato lungo il confine sancito dalle Nazioni Unite. Sebbene il ritiro di Israele dal Libano meridionale abbia ricevuto l'approvazione delle Nazioni Unite, Hezbollah continuava i suoi attacchi, principalmente nella zona delle fattorie di Sheb'a sul monte Hermon, un'area occupata da Israele a spese della Siria e che Hezbollah rivendica come territorio libanese.

## Organizzazione del comando

Organizzazione del Comando settentrionale nel 2024

Il Comando settentrionale comanda unità regionali schierate dal monte Hermon, sulle alture del Golan, sino a Netanya, con una presenza significativa in Galilea e sulle stesse alture del Golan.
- Comando settentrionale, Safad
  -  36ª Divisione corazzata "Gaash"
    -  1ª Brigata di fanteria "Golani"
    -  6ª Brigata di fanteria "Etzioni" (riserva)
    -  7ª Brigata corazzata "Saar mi-Golan"
    -  188ª Brigata corazzata "Barak"
    -  282ª Brigata d'artiglieria "Golan"

  -  91ª Divisione "HaGalil"
    -  3ª Brigata "Alexandroni" (riserva)
    -  88ª Brigata corazzata "HaZaken" (riserva)
    -  300ª Brigata territoriale "Bar'am" – Sezione occidentale del confine israelo-libanese
    -  769ª Brigata territoriale "Hiram" – Sezione orientale del confine israelo-libanese
    -  7338ª Brigata di artiglieria "Adirim" (riserva)

  -  146ª Divisione "HaMapatz"
    -  2ª Brigata di fanteria "Carmeli" (riserva)
    -  4ª Brigata corazzata "Kiryati" (riserva)
    -  205ª Brigata corazzata "Egrof HaBarzel" (riserva)
    -  226ª Brigata paracadutisti "Nesher" (riserva)
    -  228ª Brigata di fanteria "Alon" (riserva)
    -  213ª Brigata di artiglieria "HaTkuma" (riserva)

  -  210ª Divisione "HaBashan"
    -  9ª Brigata di fanteria "Oded" (riserva)
    -  679ª Brigata corazzata "Yiftach" (riserva)
    -  474ª Brigata territoriale "Golan" – settore delle alture del Golan
    -  810ª Brigata da montagna – settore del monte Hermon[1]
    -  209ª Brigata di artiglieria "Kidon" (riserva)

  -  371º Battaglione segnalatori "Ayalim"
  -  Unità 801 del genio
  -  Unità di Intelligence
  -  Unità 390 di Polizia militare
  -  Unità medica 541
  -  Unità 651 di manutenzione
  -  Base di addestramento "Eliakim"
  -  5001ª Unità logistica "Golan settentrionale"
  -  5002ª Unità logistica "Libano"
  -  5003ª Unità logistica "Golan meridionale"

## Comandanti
- Moshe Carmel (1948–1949)
- Yosef Avidar (1949–1952)
- Moshe Dayan (1952)
- Asaf Simhon (1952–1954)
- Moshe Tzadok (1954–1956)
- Yitzhak Rabin (1956–1959)
- Meir Zorea (1959–1962)
- Avraham Yoffe (1962–1964)
- David Elazar (1964–1969)
- Mordechai Gur (1969–1972, 1974)
- Yitzhak Hofi (1972–1974)
- Rafael Eitan (1974–1977)
- Avigdor Ben Gal (1977–1981)
- Amir Drori (1981–1983)
- Ori Orr (1983–1986)
- Yossi Peled (1986–1991)
- Yitzhak Mordechai (1991–1994)
- Amiram Levin (1994–1998)
- Gabi Ashkenazi (1998–2002)
- Binyamin Gantz (2002–2005)
- Udi Adam (2005–2006)
- Gadi Eizenkot (2006–2011)
- Yair Golan (2011–2014)[2]
- Aviv Kochavi (2014-2017)[3]
- Yoel Strick (2017–2019)[4]
- Amir Baram (2019–2022)
- Ori Gordin (2022–)[5]